# Philemon Otieno
Philemon Omondi Otieno (18 ottobre 1992) è un calciatore keniota, Centrocampista del Gor Mahia.

## Caratteristiche tecniche
È un mediano.

## Carriera

### Club
Ha giocato nella prima divisione keniota.

### Nazionale
Ha esordito con la nazionale keniota il 25 maggio 2018 disputando l'amichevole persa 1-o contro lo eSwatini.
È stato convocato per disputare la Coppa d'Africa 2019.

## Palmarès

### Club

#### Competizioni nazionali
- Campionato keniota: 3

Gor Mahia: 2018, 2018-2019, 2019-2020